# Nick Itkin
Nick Itkin (Los Angeles, 9 de outubro de 1999) é um esgrimista estadunidense, medalhista olímpico.

## Carreira
Itkin conquistou a medalha de bronze nos Jogos Olímpicos de Verão de 2020 em Tóquio ao lado de Race Imboden, Alexander Massialas e Gerek Meinhardt, após confronto contra os japoneses Kyosuke Matsuyama, Yudai Nagano, Toshiya Saito e Takahiro Shikine na disputa de florete por equipes.